# 波兰走廊

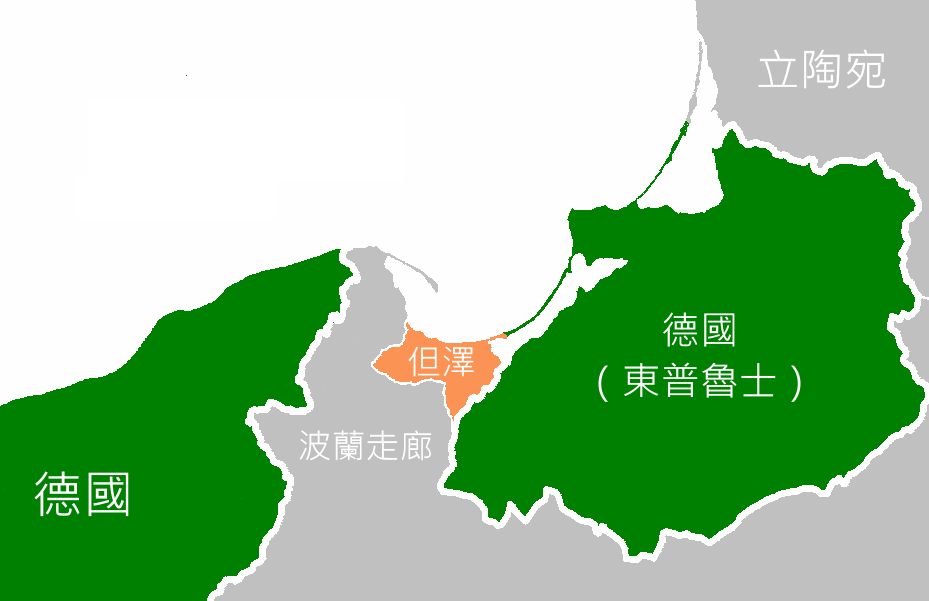
波蘭走廊

波兰走廊（德語：Polnischer Korridor）是德国在1919年根据凡尔赛条约割让予波兰的一塊狹長领土，现在是波兰的领土，位於波美拉尼亞地區。在北端，走廊的宽度仅仅有40公里长，將东普鲁士与德国其他领土分开。当时领土分配是基于三项考虑：
- 历史原因：該地區在15世纪至18世纪曾经是波兰王国及波蘭立陶宛聯邦的一部分 (1453年/1466年至1772年)，直至這地區被普鲁士王國吞併，並且一直為德意志帝國的一部份[1][2]。
- 种族原因：波兰人占地区人口的大部分，尤其在維斯瓦河西岸、但泽附近，而德籍居民佔相對少數。
- 政经原因：波兰人认为，如果新独立的波兰没有延伸至波罗的海的海岸线，他便会在经济、以至政治上依赖德国。英国与法国都希望借着波兰在東線来制衡德国，故此这种论调获得支持。

让波兰拥有海岸线也正是美国总统伍德羅·威爾遜的理论之一。他在1918年第一次世界大战结束前发表了著名的十四點和平原則，其中第十三点就是应该让波兰独立——她的领土将会包括住着波兰人的领地；要确保她拥有自由、安全的海岸线。在国际公约之下，波兰将可享政治、经济上的独立。
重要港口但泽（今格但斯克）的居民绝大多是德国人，如果像上西里西亚那样公投，必然导致这一位于维斯瓦河口的重要城市归于德国，于是国际联盟在没有准许公投的情况下，把该港变为受它保护的但泽自由市。为了减少对但泽的依赖，波兰在附近建立了新的海港格丁尼亚。

## 德国的反应
无容置疑，割让領土令德国人十分憤怒。所有第二次世界大战前的德国政府，都拒绝根据凡尔赛条约下的德国东部边界。例如：德国领导人古斯塔夫·施特雷澤曼因他对西方国家的友好政策著名，更在1925年签署羅加諾公約，确认德国与法国、比利时接壤的西部边界。但是，他好几次宣称拒绝用同样的方式确认东部边界。
由于德国领土被一分为二，东普鲁士的经济发展被严重阻碍。1922年，德国运输部为此成立航海服务（Seedienst Ostpreußen）连接两地，减少依赖陆路交通。
1933年，希特勒领导的纳粹党夺权成功。希特勒大肆宣扬与波兰修好，促成1934年的德波互不侵犯条约。但德国分别在1938年及39年吞并奥地利与瓜分吞併捷克斯洛伐克后，隨即纳粹德國就对波兰虎視眈眈。
1939年初，納粹德国进一步要求兼并但泽，又想建立连接德国本部与东普鲁士的跨境公路。在担心德国扩张的英法两国支持下，波兰政府在3月拒绝以上要求。9月1日，納粹德国入侵波兰，把以前割让予波兰的一切领土和波兰西部全数吞并為自己的省份。
1945年德國战败。在波茨坦會議上，盟军答应苏联的要求，把被苏军占领的波兰重划边界。奧德河-尼斯河線以东，包括波兰走廊和但泽的德国领土尽数被割让予波兰。1953年，东部边界由东德确认，再分别在1970年及1990年获得西德与重新统一的德国承认。